# Luís Godinho
Luís Miguel Branco Godinho (Borba, 18 november 1985) is een Portugees voetbalscheidsrechter. Hij is in dienst van FIFA en UEFA sinds 2017. Ook leidt hij sinds 2015 wedstrijden in de Primeira Liga.
Op 23 augustus 2015 leidde Godinho zijn eerste wedstrijd in de Portugese nationale competitie. Tijdens het duel tussen Estoril-Praia en Moreirense (2–0) trok de leidsman vijfmaal de gele kaart. In Europees verband debuteerde hij tijdens een wedstrijd tussen Lech Poznań en Pelister Bitola in de eerste voorronde van de Europa League; het eindigde in 4–0 en Godinho hield zijn kaarten op zak. Zijn eerste interland floot hij op 14 oktober 2020, toen Estland met 1–1 gelijkspeelde tegen Armenië in een wedstrijd om de Nations League 2020/21. Kamo Hovhannisjan opende de score namens Armenië, waarna Rauno Sappinen gelijkmaakte. Tijdens dit duel gaf Godinho vier gele kaarten, aan de Esten Georgi Tunjov, Vladislav Kreida en Frank Liivak en aan de Armeniër Wbeymar Angulo.
In augustus 2018 werd Godinho aangsteld als scheidsrechter voor de wedstrijd om de Portugese supercup tussen FC Porto en CD Aves. Anderhalf jaar later kreeg hij opnieuw een finale toegewezen, ditmaal die van de Taça da Liga tussen SC Braga en FC Porto.

## Interlands
| Datum            | Plaats                        | Wedstrijd                          | Uitslag | Competitie             | Kreeg geel | Kreeg voor de tweede keer geel en dus rood | Weggestuurd |
| ---------------- | ----------------------------- | ---------------------------------- | ------- | ---------------------- | ---------- | ------------------------------------------ | ----------- |
| 14 oktober 2020  | Tallinn, Estland              | Estland – Armenië                  | 1 – 1   | Nations League 2020/21 | 4          | 0                                          | 0           |
| 2 juni 2021      | Nice, Frankrijk               | Frankrijk – Wales                  | 3 – 0   | Vriendschappelijk      | 1          | 0                                          | 1           |
| 12 januari 2023  | Loulé, Portugal               | Zweden – IJsland                   | 2 – 1   | Vriendschappelijk      | 5          | 0                                          | 0           |
| 17 november 2023 | Londen, Engeland              | Engeland – Malta                   | 2 – 0   | EK 2024 kwalificatie   | 4          | 0                                          | 0           |
| 4 juni 2024      | Dublin, Ierland               | Ierland – Hongarije                | 2 – 1   | Vriendschappelijk      | 5          | 0                                          | 0           |
| 7 september 2024 | Praag, Tsjechië               | Oekraïne – Albanië                 | 1 – 2   | Nations League 2024/25 | 1          | 0                                          | 0           |
| 15 november 2024 | Belfast, Noord-Ierland        | Noord-Ierland – Wit-Rusland        | 2 – 0   | Nations League 2024/25 | 5          | 0                                          | 0           |
| 7 juni 2025      | Zenica, Bosnië en Herzegovina | Bosnië en Herzegovina – San Marino | 1 – 0   | WK 2026 kwalificatie   | 3          | 0                                          | 0           |

Laatst bijgewerkt op 8 juni 2025.